# Atherinosoma elongata
Atherinosoma elongata är en fiskart som först beskrevs av Klunzinger, 1879.  Atherinosoma elongata ingår i släktet Atherinosoma och familjen silversidefiskar. Inga underarter finns listade.